# Илек-Пеньковка
Илек-Пеньковка (произносится Илёк-Пеньковка) — посёлок в Краснояружском районе Белгородской области России. Административный центр Илек-Пеньковского сельского поселения.

## География
Село расположено в западной части Белгородской области, в 5 км к юго-западу от районного центра Красной Яруги. Через село протекает река Илёк, длина которой 49,2 км. Ниже по руслу Илька (в соседнем Ракитянском районе) имеется населённый пункт с перекликающимся названием — Илек-Кошары.

## История
Дата основания Илек-Пеньковки — приблизительно 1658 год.
Первопоселенцами Илек-Пеньковки были казаки-черкасы, спасавшиеся в XVII веке в Русском царстве от гнёта Речи Посполитой. Когда впервые было образовано поселение на месте села, оно носило название Черемошное.
В XVII веке село входило во владения помещика Апраксина. За боевые заслуги в военных кампаниях царь Пётр I жалует генералу Марьеву земли, куда вошла и небольшая деревенька Черемошное.
У Марьева земли перекупил генерал Семен Семенович Хлюстин. Хлюстину, владевшему 11500 десятинами земли, принадлежало как село Илек, так и нынешний райцентр Красная Яруга.
В 1833 году в селе была построена новая деревянная церковь Варваринская (разрушена в 1956 году).
К 1850 году земля уже относилась к Грайворонскому уезду Курской губернии и принадлежала вдове титулярного советника Любови Хлюстиной.
В дальнейшем село было расположено на поместной земле и, соответственно, принадлежало помещику Андрею Кондратьеву.
В 1864 году Иван Герасимович Харитоненко скупил земли и потом в 1873 году построил Краснояружский сахарный завод. Его строили немцы и англичане. И. Г. Харитоненко и П. И. Харитоненко закупали земли, организовывали замкнутый цикл: выращивали семена сахарной свёклы, свёклу, делали техническое оборудование для сахарных заводов в Сумах. На своих заводах перерабатывали сырьё, получали готовую продукцию — сахар, который продавали на рынках России и Европы. К концу жизни И. Г. Харитоненко становится одним из королей сахарной промышленности, производство с 1860 по 1886 год выросло в восемнадцать раз. Павел Иванович Харитоненко после смерти отца стал не только одним из больших землевладельцев, но и крупным сахарозаводчиком России, ему принадлежало 56 тысяч десятин земли.
В начале XX века (1910 год) рядом с селом проложили Сумской железнодорожный путь.
В феврале 1918 года в селе был создан совет, установилась Советская Власть.
В начале 1930-х годов было создано 2 колхоза: «Имени Т. Г. Шевченко» и «Память Ильича».
В годы Великой Отечественной войны, особенно в 1943 году, вокруг Илек-Пеньковки шли ожесточенные бои.
В 1950 году произошло укрепление колхозов. В селе образовался единый колхоз имени Т. Г. Шевченко.
Со второй половины 1950-х годов Илек-Пеньковка — в Краснояружском районе.
В конце 1980-х годов Илек-Пеньковская строительная бригада возвела в центре села дом механизаторов, детсад, молодежное кафе, несколько жилых домов.
С начала 1990-х годов Илек-Пеньковка — центр колхоза «Нива», производящего зерно, сахарную свеклу, скот и домашнюю птицу, молоко.
С начала Вторжении России на Украину Илек-Пеньковка, как и приграничная часть Краснояружского района подтвергалась обстрелу со стороны ВСУ.

## Население
К 1773 году в селе Илек Слободско-Украинской губернии проживало 975 душ (485 мужчин и 490 женщин).
В 1979 году в селе — 946 жителей, в 1989 году — 738 (320 мужчин и 418 женщин).
К началу 1998 года в селе было 748 жителей и 347 хозяйств.
| 2002 | 2010 |
| ---- | ---- |
| 712  | ↗750 |

## Достопримечательности
- В центре села Илек-Пеньковка осенью 2013 года был заложен «Варварин парк», где были посажены именные ели, катальпы, рябины, кустарники[7].
- Экспозиция музея, открытого 9 мая 1975 года в средней школе Илек-Пеньковки. Среди экспонатов музея — 13 картин, подаренных ветераном освобождавшей село 206-й стрелковой дивизии, членом Союза художников А. П. Тарасенко[5].